# 朱麗婭·達玲
朱麗婭·達玲（英語：Julia Darling，（1956年8月21日—2005年4月13日））是英國一名著名的詩人、劇作家及小說家。朱麗婭早於二十歲已經開始出版文字作品，其作品曾獲提名女性小說獎及布克獎等，2003年她獲得了全英最大的文學獎項之一的北岩基金會作家獎。2005年，朱麗婭終於因糾纏多年的乳癌逝世。